# Conservació de l'energia

Sistema mecànic en el qual es conserva l'energia, per xoc perfectament elàstic i absència de fregament.

En física i química, la llei de la conservació de l'energia estableix que, en qualsevol sistema aïllat, la quantitat total d'energia es conserva.
Aquesta llei, proposada i provada per primera vegada per Émilie du Châtelet, significa que l'energia no es pot crear ni destruir; més aviat, només es pot transformar o transferir d'una forma a una altra. Per exemple, l'energia química es converteix en energia cinètica quan explota un cartutx de dinamita. Si se sumen totes les formes d'energia alliberades en l'explosió, com l'energia cinètica i l'energia potencial de les peces, així com la calor i el so, s'obtindrà la disminució exacta de l'energia química en la combustió de la dinamita. En sentit clàssic, la conservació de l'energia era diferent de la conservació de la massa, però la relativitat especial va demostrar que la massa està relacionada amb l'energia i viceversa per E = mc ². Per això la ciència ara considera que la massa-energia en general es conserva. Teòricament, això implica que qualsevol objecte amb massa es pot convertir en energia pura i viceversa, tot i que es creu que això només és possible en les condicions físiques més extremes, tal com probablement existia a l'univers poc després del big-bang o quan els forats negres emeten radiació Hawking.
El Teorema de Noether pot demostrar rigorosament la conservació de l'energia com a conseqüència de la simetria de la funció contínua, és a dir, a partir del fet que les lleis de la física no canvien amb el pas del temps.
Una conseqüència de la llei de conservació de l'energia és que no pot existir una màquina de moviment perpetu del primer tipus, és a dir, cap sistema sense subministrament extern d'energia pot subministrar una quantitat il·limitada d'energia al seu entorn. Per a sistemes que no tinguin simetria de traducció temporal, pot ser que no sigui possible definir la conservació de l'energia. Alguns exemples inclouen temps espacials corbats en relativitat general o cristalls de temps en física de la matèria condensada.

## Història
A l'antiguitat els filòsofs com Tales de Milet tenien la intuïció de la conservació d'algun tipus de substància de la qual tot estava fet. Però no tenim cap raó per assimilar això amb el que avui dia coneixem com massa-energia, de fet Tales pensava que devia ser l'aigua. El 1638, Galileu va publicar a Leiden Discorsi e Dimostrazioni Matematiche, intorno a due nuove scienze que inclou el famós problema del pèndol interromput, que en llenguatge modern podrien descriure com la conversió conservativa d'energia potencial en energia cinètica i viceversa. Tanmateix Galileu no va establir el procés tal com es coneix avui dia i tampoc se'l pot atribuir el coneixement del principi essencial. El primer a intentar una formulació matemàtica del tipus d'energia que està relacionada amb el moviment, l'energia cinètica, fou Gottfried Wilhelm Leibniz entre 1676 i 1689. Leibniz es va adonar que en molts sistemes mecànics de diverses masses mi cadascuna amb una velocitat vi, la relació
{\displaystyle \sum _{i}m_{i}v_{i}^{2}}
es conservava mentre les masses no interaccionaven. Va anomenar aquesta quantitat com a vis viva (força viva) del sistema. El principi va representar l'expressió acurada d'una aproximació a la conservació de l'energia cinètica en absència de fricció. Molts físics d'aquell temps pensaven que la conservació de la quantitat de moviment, fins i tot en sistemes amb fricció, definida per la quantitat de moviment
{\displaystyle \,\!\sum _{i}m_{i}v_{i}}

Imatge de col·lisions elàstiques

era la conservació de la vis viva. Més tard es va demostrar que, sota les condicions adequades, ambdues quantitats es conservaven simultàniament com a les col·lisions elàstiques.
Durant força temps enginyers com John Smeaton, Peter Ewart, Karl Hotzmann, Gustave-Adolphe Hirn o Marc Seguin van objectar que la conservació del moviment per ella sola no era adequada per a un càlcul pràctic i utilitzaven el principi de Leibniz, que també era promogut per alguns químics com William Hyde Wollaston. Alguns acadèmics com John Playfair van veure ràpidament i clarament que l'energia cinètica no es conservava. Això que sembla obvi avui dia a partir d'una anàlisi basada en el primer principi de la termodinàmica, no ho era als segles xviii i xix quan la destinació de l'energia aparentment perduda era encara desconeguda. Gradualment es va començar a sospitar que la calor que inevitablement generava el moviment d'un objecte per fricció devia ser una altra forma de vis viva. El 1783, Antoine Lavoisier i Pierre-Simon Laplace van revisar les dues teories en competició de la vis viva i la teoria del calòric. El 1798 les observacions de Benjamin Thompson sobre la generació de calor durant el procés de perforació dels canons van atorgar més pes al punt de vista que considerava que el moviment mecànic podia convertir-se en calor i que la conversió era quantificable i podia ser predita (permetent una constant universal de conversió de l'energia cinètica en calor). En aquell moment la vis viva començava a ser coneguda com a energia, després que el terme fos utilitzat per primera vegada per Thomas Young el 1807.
La reformulació de la vis viva com
{\displaystyle {\frac {1}{2}}\sum _{i}m_{i}v_{i}^{2}}
que es pot entendre com adreçada a buscar el valor exacte de la constant de conversió de l'energia cinètica en treball físic, va ser el fruit del treball de Gaspard Gustave de Coriolis i Jean Victor Poncelet durant 1819 i 1839. El que primer van anomenar quantité de travail (quantitat de treball) i després travail mécanique (treaball mecànic) va triomfar en enginyeria.
A l'article Ansichten über die Natur der Wärme (Parers sobre la natura de la calor), publicat al Zeitschrift für Physik el 1837, Karl Friedrich Mohr establia una de les primeres definicions de la conservació de l'energia amb aquestes paraules:
"A més dels 54 elements químics coneguts, hi ha al món físic un únic agent, i aquest s'anomena "Kraft" (força vigor, potència; és a dir: Energia). Pot aparèixer, depenent de les circumstàncies, com el moviment, l'afinitat química, cohesió, electricitat, llum i magnetisme; i cadascuna d'aquestes formes poden canviar-se en qualsevol de les altres."
Un moment clau durant el desenvolupament modern del principi de la conservació fou la demostració de l'equivalent mecànic de la calor. La teoria del calòric deia que la calor no podia ser creada ni destruïda però la conservació de l'energia comporta el principi contrari, la calor i el treball mecànic són intercanviables.
El principi d'equivalència mecànica va ser establert per primer cop a la seva forma moderna pel cirurgià alemany Julius Robert von Mayer el 1842 als Annalen der Chemie und Pharmacie. Mayer va arribar a les seves conclusions després d'un viatge als territoris de la Companyia Holandesa de les Índies Orientals, on va observar que la sang dels seus pacients era d'un vermell més intens perquè consumien menys oxigen i, per tant, menys energia, per mantenir la temperatura del seu cos gràcies al clima més càlid. Va descobrir que la calor i el treball mecànic eren dues formes d'energia, i més tard, després de millorar els seus coneixements de física, va calcular la relació quantitativa entre ells (Die organische Bewegung im Zusammenhang mit dem Stoffwechsel, 1845).

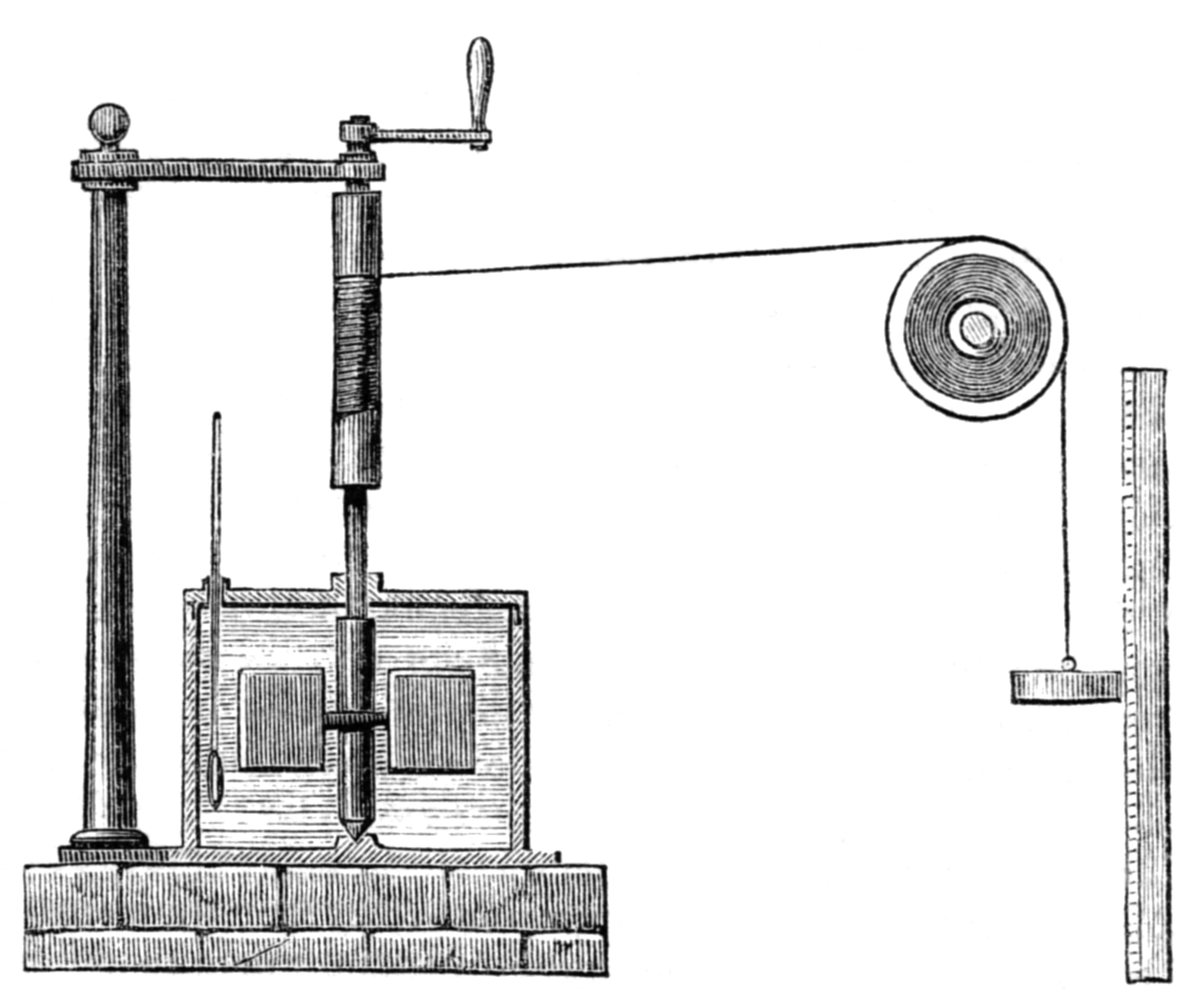
Aparell de Joule per a mesurar l'equivalent mecànic de la calor. Un pes descendent agafat a un cordill feia girar una pala submergida en aigua.

De manera simultània, el 1843 James Prescott Joule va descobrir l'equivalent mecànic a partir d'una sèrie d'experiments. El més famós, avui conegut com a aparell de Joule, un pes descendent agafat a un cordill feia girar una pala submergida en aigua. Amb ell va demostrar que l'energia potencial de la gravetat perduda durant el descens del pes era igual a l'energia tèrmica guanyada per l'aigua per la fricció amb la pala.
Durant el període entre els anys 1840 i 1843, l'enginyer danès Ludwig A. Colding va dur a terme un treball similar però no va ser conegut fora del seu país.
El 1844, William Robert Grove va postular una relació entre mecànica, calor, llum, electricitat i magnetisme tractant tots aquests fenòmens com a manifestacions d'una única força (energia en termes actuals). Grove va publicar les seves teories al llibre The Correlation of Physical Forces. El 1847, Hermann von Helmholtz va arribar a conclusions similars a les de Grove i va publicar-les al seu llibre Über die Erhaltung der Kraft ("Sobre la conservació de l'energia (força)") que és considerat el punt inicial de la generalització de l'acceptació del principi.
El 1877, Peter Guthrie Tait va proposar sense èxit que el principi de la conservació es va generar amb Isaac Newton, basant-se en una lectura creativa de les proposicions 40 i 41 de la Philosophiae Naturalis Principia Mathematica.

## El primer principi de la termodinàmica
Donat un sistema termodinàmic amb un nombre fix de partícules, el primer principi de la termodinàmica estableix que:
{\displaystyle \delta Q=\mathrm {d} U+\delta W\,}, o de manera equivalent, {\displaystyle \mathrm {d} U=\delta Q-\delta W\,},
on {\displaystyle \delta Q} és la quantitat d'energia afegida al sistema durant els processos d'escalfament, {\displaystyle \delta W} és la quantitat d'energia perduda pel sistema a causa del treball efectuat pel sistema sobre el que l'envolta i {\displaystyle \mathrm {d} U} és l'increment de l'energia interna del sistema. La primera llei de la termodinàmica sovint es formula de la manera següent: en un procés termodinàmic, l'augment en l'energia interna d'un sistema és igual a l'augment de la calor proporcionada al sistema menys l'augment del treball dut a terme pel sistema sobre el seu entorn.
La δ abans dels termes de l'escalfament i el treball s'utilitza per indicar que es descriu un increment d'energia que cal interpretar de manera diferent a {\displaystyle \mathrm {d} U}, que indica un increment de l'energia interna. Treball i calor són processos que afegeixen o treuen energia, mentre que l'energia interna {\displaystyle U} és una forma particular d'energia associada al sistema. Així el terme energia d'escalfament per a {\displaystyle \delta Q} significa aquella quantitat d'energia afegida que ocasiona un escalfament en comptes de referir-se a una forma específica d'energia. De la mateixa manera, el terme energia de treball per a {\displaystyle \delta W} significa aquella quantitat d'energia que ocasiona treball. El més significatiu d'aquesta diferenciació és el fet que podem establir clarament la quantitat d'energia interna que posseeix un sistema termodinàmic, però no podem dir quina magnitud del flux d'energia entre dintre i fora del sistema com a resultat d'haver estat escalfat o refredat, tampoc la quantitat de treball que s'ha realitzat sobre el sistema o pel sistema. En altres paraules això vol dir que l'energia no pot ser creada ni destruïda, només convertida d'una forma a una altra.
Per a un sistema simple, el treball realitzat pel sistema es pot escriure com:
{\displaystyle \delta W=P\,\mathrm {d} V},
on {\displaystyle P} és la pressió i {\displaystyle dV} és un petit canvi del volum del sistema, cadascun dels dos termes són variables del sistema. La temperatura d'escalfament pot ser escrita com:
{\displaystyle \delta Q=T\,\mathrm {d} S},
on {\displaystyle T} és la temperatura i {\displaystyle \mathrm {d} S} és un petit canvi a l'entropia del sistema. Els dos termes també són variables del sistema.

## Conservació de l'energia mecànica

En un camp conservatiu seguir qualsevol dels dos camins provocarà la mateixa quantitat de treball, i si la partícula recorre un circuit tancat el treball serà nul.

En mecànica, la conservació de l'energia s'expressa habitualment com:
{\displaystyle E=T+V.}
on T és l'energia cinètica i V l'energia potencial. La suma de l'energia potencial V i d'energia cinètica T és igual al treball realitzat per les forces conservatives, això és el que s'anomena energia mecànica. El principi de conservació de l'energia mecànica es pot enunciar dient que l'energia mecànica d'un sistema conservatiu és constant al llarg del seu moviment, o dit d'una altra manera, l'energia mecànica d'un sistema es manté constant sota l'acció de forces conservatives. En presència de camps no conservatius la suma de les energies cinètica i potencial és igual zero, no hi ha treball, i a causa de l'acció de forces no conservatives tota l'energia cinètica es transforma en calor i viceversa.
En el cas de les forces conservatives el camí triat per passar d'un punt a un altre no afecta el treball realitzat, és el mateix en qualsevol cas, de manera que en recórrer un circuit tancat el treball realitzat serà nul. La integral de camí del circuit tancat es pot expressar com:
{\displaystyle W=\oint \mathbf {F} \cdot d\mathbf {r} =0.}
L'energia total d'una partícula que es mou sota la influència de forces conservatives es conserva, en el sentit que una pèrdua d'energia potencial provocarà un augment igual en valor de l'energia cinètica i viceversa.

## Teorema de Noether
La conservació de l'energia és una característica comuna de moltes teories de la física com una conseqüència del teorema de Noether, que estableix una relació unívoca entre cada simetria de la teoria física i la conservació d'una magnitud física; si la simetria de la teoria és invariant respecte del temps llavors la magnitud que es conserva s'anomena energia. En altres paraules, si la teoria és invariant sota la simetria contínua del temps llavors la seva energia (que és una variable conjugada amb el temps) es conserva. De manera contrària, les teories que no són invariants al pas del temps (com per exemple els sistemes en els quals la seva energia potencial depèn del temps) no presenten conservació de l'energia, tret que considerem que intercanvien energia amb un altre sistema extern, d'aquesta manera el sistema ampliat esdevindria invariant respecte del temps. Com que qualsevol teoria que varia amb el temps pot ser englobada en una altra teoria més àmplia invariant respecte del temps on l'energia es conserva, sempre es pot trobar una redefinició adequada per tal que l'energia es conservi. Així la conservació de l'energia és vàlida per totes les teories de la física moderna, com la relativitat o la teoria quàntica, inclosa l'electrodinàmica quàntica.

## Relativitat

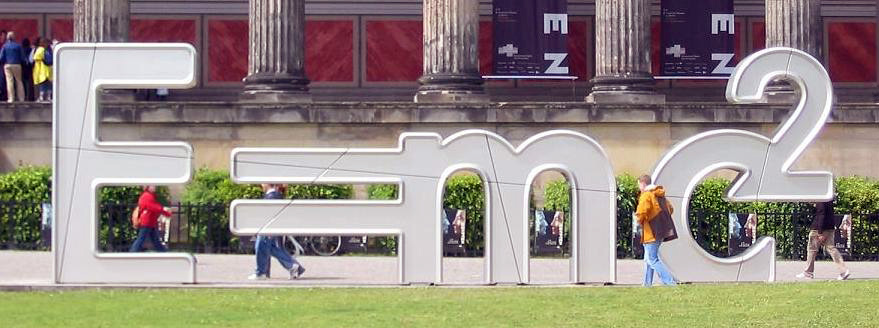
L'equació E=mc² d'Einstein té un paper fonamental tant en la teoria de la relativitat com en la conservació de l'energia.

Amb el descobriment d'Albert Einstein de la relativitat especial l'energia va esdevenir un dels components d'un quadrivector moment. Cadascun dels quatre components (un d'energia i tres de moment) d'aquest vector es conserva de manera separada a qualsevol sistema inercial de referència. A un espai de Minkowski també es conserva el vector longitud, que és la massa invariant. en relativitat l'energia d'una partícula amb massa conté un terme relacionat amb la seva massa invariant a més de l'energia cinètica deguda al moviment. En el límit d'una energia cinètica nul·la, l'energia total de la partícula o objecte (incloent-hi l'energia cinètica interna del sistema) està relacionada amb la seva massa invariant a través de la famosa equació E=mc². Així el paper de la conservació de l'energia en relativitat especial apareix com un cas especial d'una regla més general anomenada conservació de la massa i l'energia tot i que normalment ens referim a la conservació de l'energia.
Dins de la teoria de la relativitat especial, la matèria es pot representar com un conjunt de camps materials a partir dels quals es forma l'anomenat tensor d'energia-impuls total i la llei de conservació de l'energia s'expressa en relativitat especial, utilitzant el conveni de sumació d'Einstein, en la forma:
{\displaystyle {\frac {\partial T^{\alpha \beta }}{\partial x^{\beta }}}={\frac {\partial T^{\alpha 0}}{\partial x^{0}}}+{\frac {\partial T^{\alpha 1}}{\partial x^{1}}}+{\frac {\partial T^{\alpha 2}}{\partial x^{2}}}+{\frac {\partial T^{\alpha 3}}{\partial x^{3}}}=0}
A partir d'aquesta forma diferencial de la conservació de l'energia, donades les propietats especials de l'espaitemps en teoria de la relativitat especial sempre condueix a una llei de conservació en forma integral. Aquesta integral representa precisament una magnitud física que roman invariable al llarg de l'evolució del sistema i és precisament l'energia. A partir de l'expressió anterior, escrita en termes de coordenades galileanes {\displaystyle (x^{0}=ct,x^{1}=x,x^{2}=y,x^{3}=z)\;}, i fent servir el teorema de la divergència tenim:
{\displaystyle {\frac {1}{c}}{\frac {d}{dt}}\int T^{i0}\,dV=-\oint T^{i\alpha }\,dS_{\alpha }}
Si la segona integral que representa el flux d'energia i momentum s'anul·la, com passa per exemple si estenem la integral a tot l'espaitemps per a un sistema aïllat arribem a la conclusió que el primer membre de l'expressió anterior roman invariable durant el temps. És a dir:
{\displaystyle {\frac {d}{dt}}P^{i}=0,\qquad P^{i}:={\frac {1}{c}}\int T^{i0}\,dV}
La component "temporal" {\displaystyle E=cP^{00}\,} és precisament l'energia total del sistema, essent les altres tres les components del moment lineal en les tres direccions espacials.

## Conservació en presència de camp electromagnètic
En presència de camps electromagnètics l'energia cinètica total de les partícules carregades no es conserva. D'altra banda els camps elèctric i magnètic, pel fet de ser entitats físiques que evolucionen en el temps segons la dinàmica pròpia d'un lagrangià, pot assignar una magnitud anomenada energia electromagnètica donada per una suma de quadrats del mòdul d'ambdós camps que satisfà:
{\displaystyle {\frac {\partial }{\partial t}}\left(\varepsilon _{0}\mathbf {E} ^{2}+{\frac {\mathbf {B} ^{2}}{\mu _{0}}}\right)+{\frac {\partial E_{cin}}{\partial t}}=0}
El terme tancat en el primer parèntesi és precisament la integral estesa a tot l'espai de la component {\displaystyle T^{00}}, que d'acord amb la secció anterior ha de ser una magnitud conservada per a un camp electromagnètic adequadament confinat.

## Conservació en presència de camp gravitatori
El camp gravitatori dins de la mecànica relativista és tractat dins de la teoria de la relativitat. A causa de les peculiaritats del camp gravitatori tal com és tractat dins d'aquesta teoria, no existeix una manera de construir una magnitud que representi l'energia total conjunta de la matèria i l'espaitemps que es conservi. L'explicació intuïtiva d'aquest fet és que a causa del fet que un espaitemps pot no tenir simetria temporal, fet que es reflecteix en que no hi ha vectors de Killing temporals en aquest espai, no es pot parlar d'invariància temporal de les equacions de moviment, en no existir un temps aliè al mateix temps coordinat de l'espaitemps.
Una altra de les conseqüències del tractament que fa la teoria de la relativitat general de l'espaitemps és que no existeix un tensor d'energia-impuls ben definit. Encara que per a certs sistemes de coordenades es pot construir l'anomenat pseudotensor d'energia-impuls, amb propietats similars a un tensor, però que només pot definir-se en sistemes de coordenades que compleixen certes propietats específiques.
D'altra banda, encara en la teoria de la relativitat general per a cert tipus de sistemes molt especials, pot construir-se una magnitud assimilable a l'energia total del sistema. Un exemple d'aquests sistemes són els espaitemps asimptòticament plans caracteritzats per una estructura causal peculiar i certes condicions tècniques molt restrictives; aquests sistemes són l'equivalent en teoria de la relativitat dels sistemes aïllats.
Finalment cal assenyalar, que dins d'algunes teories alternatives a la relativitat general, com la teoria relativista de la gravitació de Logunov i Mestvirishvili, sí que pot definir unívocament l'energia total del sistema de matèria. Aquesta teoria totalment equivalent a la teoria de la relativitat general en regions desproveïdes de matèria, i prediu desviacions de la mateixa només en regions ocupades per matèria. En particular la teoria de Logunov i Mestvirishvili, prediu la no-ocurrència de forats negres, i aquesta és una de les principals prediccions que la diferencien de la teoria general de la relativitat d'Albert Einstein.

## Teoria quàntica
En mecànica quàntica, l'energia es defineix de manera proporcional a la derivada respecte del temps de la funció d'ona. En marcar la propietat commutativa de l'operador de la derivada respecte al temps respecte al mateix operador, matemàticament s'arriba al Principi d'incertesa de Heisenberg per al temps i l'energia: com més llarg sigui el període, amb més precisió podrem definir l'energia (l'energia i el temps esdevenen un parell de variables conjugades, un parell de magnituds que són una transformada de Fourier l'una respecte a l'altra). En definitiva, ni la teoria quàntica ni el principi d'incertesa atempten contra el principi de la conservació de l'energia.
En física moderna aquesta llei ha d'ampliar-se a "la suma de massa i energia" es conserven, ja que una pot desaparèixer per donar lloc a una altra i viceversa. Tant en física clàssica com moderna s'ha de tenir en compte que, a la pràctica, a totes les transformacions energètiques és inevitable que una part de l'energia es transformi en calor, que és energia no útil que considerem que es perd.